# Аварія в енергосистемі

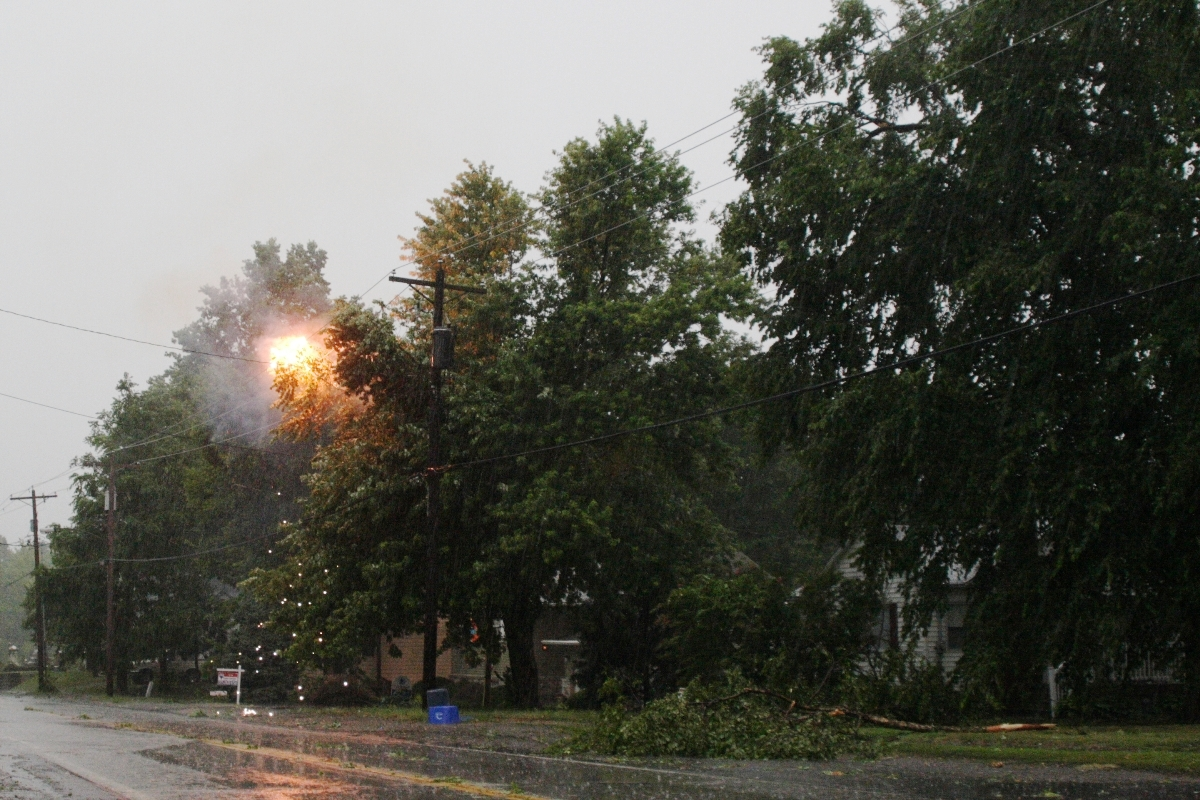
Аварії на повітряних лініях електропередачі — найчастіша причина зникнення електроенергії у сільській місцевості

Аварія в енергосистемі або блекаут (англ. blackout — затемнення) — технологічне порушення в режимі роботи усієї або значної частини об'єднаної енергетичної мережі внаслідок пошкодження (знеструмлення) обладнання електричних мереж або втрати генеруючої потужності електростанцій, що призводить до порушення паралельної роботи елементів і частин енергосистеми, її поділу на частини або відокремлення від неї електростанцій та масового відключення споживачів електроенергії.

## Параметри
Основною характерною ознакою аварії в енергосистемі є раптове і критичне падіння частоти електричного струму.
Основними причинами різкого падіння частоти електричного струму в електромережах є:
- аварії на виробничих потужностях генеруючих підприємств[3][4] та підстанціях[5] і магістральних лініях електропередач[6];
- кібератаки на об'єкти електропостачання[7][8];
- криза енергетичного ринку[9][10].

## Відновлення
Внаслідок кризи на енергетичному ринку задля розвантаження об'єднаної енергетичної мережі та запобігання аварій можуть здійснюватися планові віялові вимкнення та позапланові скидання навантаження.